# 山中由貴
山中 由貴（やまなか ゆき）は日本のミュージカル俳優である。劇団四季所属。兵庫県出身。

## 来歴
5歳頃からバレエを始め、地元の高校卒業後ダンスオブハーツを経て2008年に劇団四季研究生オーデションに合格し入所する。同年7月13日にミュージカル南十字星のキキ役で初舞台に出演し、同年10月からのむかしむかしゾウがきたの全国公演に帯同した。2012年5月のキャッツ横浜公演からはランペルティーザ役を新たに演じ、広島公演ではダンスキャプテンを務めていた。

## 主な出演作品
- ミュージカル南十字星（2008年～2009年キキ）
- むかしむかしゾウがきた（2008年～2009年アンサンブル,2014年〜おミヨ）
- エルコスの祈り（2009年チェリー、シェリー）
- ドリーミング（2009年アンサンブル）
- エビータ（2010年アンサンブル）
- 春のめざめ（2010年アンナ）
- マンマ・ミーア!（2010年～2011年アンサンブル）
- キャッツ（2012年～ランペルティーザ）
- ウエストサイド物語（2016年～エニィ・ボディズ）
- ライオンキング（2021年～シェンジ）